# العلاقات الكازاخستانية الهايتية
العلاقات الكازاخستانية الهايتية هي العلاقات الثنائية التي تجمع بين كازاخستان وهايتي.

## مقارنة بين البلدين
هذه مقارنة عامة ومرجعية للدولتين:
| وجه المقارنة                                              | كازاخستان                      | هايتي                                |
| --------------------------------------------------------- | ------------------------------ | ------------------------------------ |
| المساحة (كم2)                                             | 2.72 مليون                     | 27.75 ألف                            |
| عدد السكان (نسمة)                                         | 17.95 مليون                    | 10.98 مليون                          |
| الكثافة السكانية (ن./كم²)                                 | 6.6                            | 395.68                               |
| العاصمة                                                   | نور سلطان                      | بورت أو برانس                        |
| اللغة الرسمية                                             | اللغة القازاقية، اللغة الروسية | لغة فرنسية، اللغة الكريولية الهايتية |
| العملة                                                    | تينغ كازاخستاني                | جوردة هايتية                         |
| الناتج المحلي الإجمالي (بليون دولار)                      | 159.41 مليار                   | 8.41 مليار                           |
| الناتج المحلي الإجمالي (تعادل القوة الشرائية) بليون دولار | 439.39 مليار                   | 18.82 مليار                          |
| الناتج المحلي الإجمالي الاسمي للفرد دولار أمريكي          | 10.51 ألف                      | 818                                  |
| الناتج المحلي الإجمالي للفرد دولار أمريكي                 | 24.23 ألف                      | 1.73 ألف                             |
| مؤشر التنمية البشرية                                      | 0.788                          | 0.483                                |
| رمز المكالمات الدولي                                      | +7                             | +509                                 |
| رمز الإنترنت                                              | .kz، .қаз ‏                     | .ht                                  |
| المنطقة الزمنية                                           | ت ع م+05:00، ت ع م+06:00       | 00                                   |

## منظمات دولية مشتركة
يشترك البلدان في عضوية مجموعة من المنظمات الدولية، منها:
| علم المنظمة | اسم المنظمة                               | تاريخ انضمام كازاخستان | تاريخ انضمام هايتي |
| ----------- | ----------------------------------------- | ---------------------- | ------------------ |
|             | الاتحاد البريدي العالمي                   | ?                      | ?                  |
|             | يونسكو                                    | 22 مايو 1992           | 18 نوفمبر 1946     |
|             | البنك الدولي للإنشاء والتعمير             | 23 يوليو 1992          | 8 سبتمبر 1953      |
|             | وكالة ضمان الاستثمار متعدد الأطراف        | 12 أغسطس 1993          | 11 ديسمبر 1996     |
|             | الاتحاد الدولي للاتصالات                  | 23 فبراير 1993         | 10 أكتوبر 1927     |
|             | منظمة الشرطة الجنائية الدولية             | ?                      | ?                  |
|             | مؤسسة التمويل الدولية                     | 30 سبتمبر 1993         | 20 يوليو 1956      |
|             | الأمم المتحدة                             | 2 مارس 1992            | 24 أكتوبر 1945     |
|             | مؤسسة التنمية الدولية                     | 23 يوليو 1992          | 13 يونيو 1961      |
|             | منظمة حظر الأسلحة الكيميائية              | ?                      | ?                  |
|             | المركز الدولي لتسوية المنازعات الاستشارية | 21 أكتوبر 2000         | 26 نوفمبر 2009     |

## وصلات خارجية
- موقع وزارة الخارجية الكازاخستانية
- موقع وزارة الخارجية الهايتية